# Oskar Eckholt
Oskar Eckholt (4 novembre 1894 à Freisenbruch - 12 août 1982 à Theesen) est un Generalmajor allemand qui a servi au sein de la Heer dans la Wehrmacht pendant la Seconde Guerre mondiale.
Il a été récipiendaire de la croix de chevalier de la croix de fer. Cette décoration est attribuée pour récompenser un acte d'une extrême bravoure sur le champ de bataille ou un commandement militaire avec succès.

## Biographie
Eckholt s'engage le 9 mars 1914 comme élève-officier dans le 18e régiment d'artillerie à pied, au sein duquel il est promu sous-officier porte-drapeau le 1er août 1914 et avec lequel il est parti quelques jours plus tard pour le front de l'ouest.
Oskar Eckholt est capturé par les forces américaines en mai 1945 pendant sa convalescence à l'hôpital.

Il reste en captivité jusqu'en 1947.

## Décorations
- Croix de fer (1914)
  - 2e classe
  - 1re classe
- Croix d'honneur
- Agrafe de la croix de fer (1939)
  - 2e classe
  - 1re classe
- Médaille du Front de l'Est
- Croix allemande en Or (18 mai 1942)
- Croix de chevalier de la croix de fer
  - Croix de chevalier le 9 avril 1943 en tant que Oberst et commandant du Artillerie-Regiment 178[1]